# Deanna Nolan
Deanna Nicole Nolan, nata Deana Nicole Nolan (Flint, 25 agosto 1979), è un'ex cestista statunitense con cittadinanza russa, professionista nella WNBA.

## Carriera
È stata selezionata dalle Detroit Shock al primo giro del Draft WNBA 2001 (6ª scelta assoluta).

## Palmarès
- Campionato WNBA: 3

Detroit Shock: 2003, 2006, 2008
- WNBA Finals Most Valuable Player: 1

2006
- 2 volte All-WNBA First Team (2005, 2007)
- 3 volte All-WNBA Second Team (2003, 2008, 2009)
- WNBA All-Defensive First Team (2007)
- 4 volte WNBA All-Defensive Second Team (2005, 2006, 2008, 2009)